# Biergartenrevolution

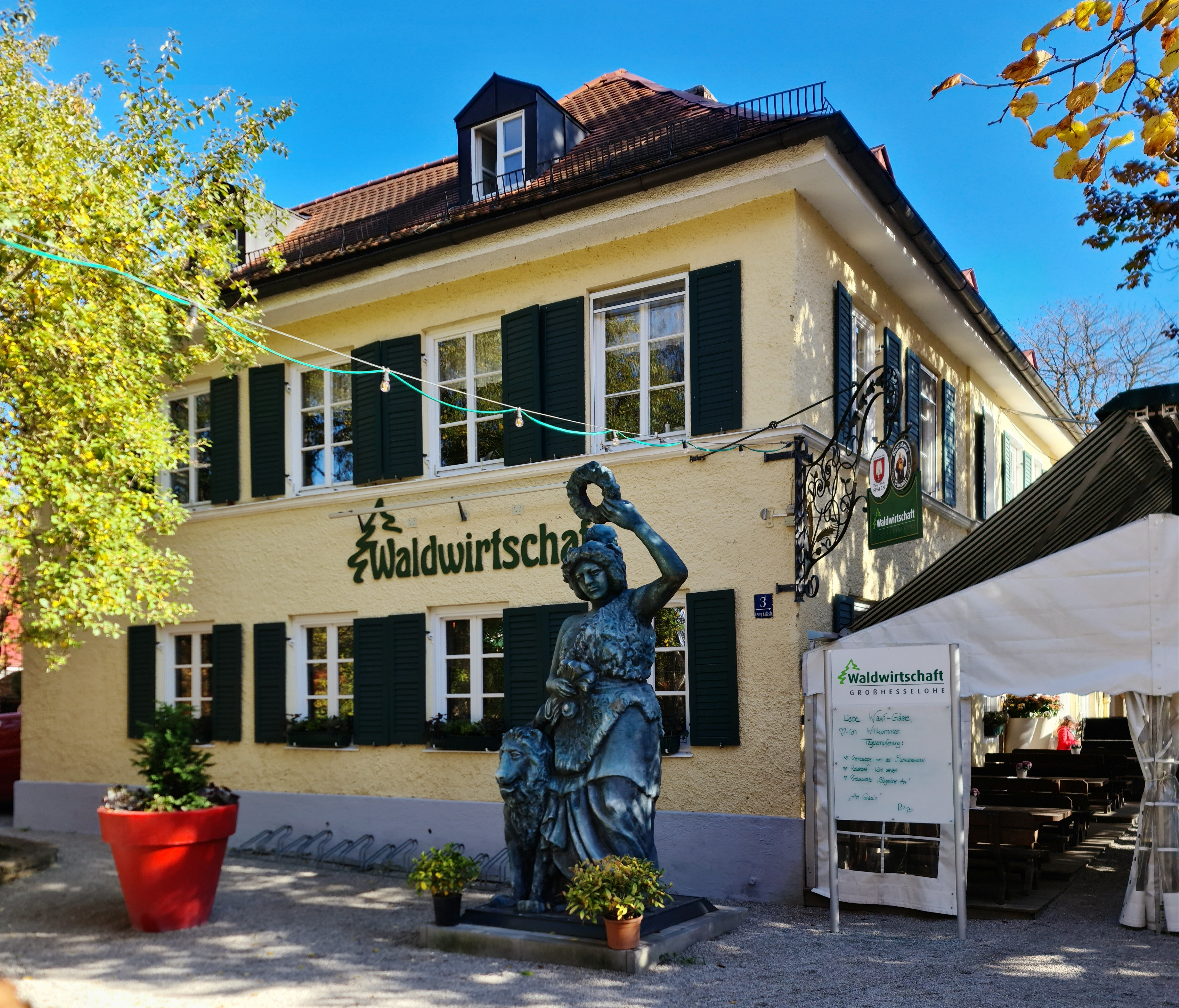
Waldwirtschaft Großhesselohe

Als Biergartenrevolution bezeichneten Münchner Medien die von Brauereien und Lokalpolitikern organisierten Proteste, bei denen am 12. Mai 1995 rund 25.000 Münchner bei einer Demonstration zum Erhalt der Biergartenkultur auf die Straße gingen.
Ausgelöst wurden die Proteste durch ein Urteil des Bayerischen Verwaltungsgerichtshofes, der zum Schutz der Anwohner vor Lärm ein Vorziehen der Sperrstunde im Biergarten der Waldwirtschaft Großhesselohe auf 21.30 Uhr angeordnet hatte. Die lokale Politik, Wirtschaftsverbände und Medien organisierten den „Volkszorn“ und versprachen, sich für eine Gesetzesänderung einzusetzen.
Bereits in der Folgewoche der Proteste erließ die Bayerische Staatsregierung die Bayerische Biergartenverordnung, in der die Sperrstunde auf 23 Uhr festgeschrieben wurde. Die Klägervereinigung der Anwohner wehrte sich gegen die neue Rechtsgrundlage und hatte im Januar 1999 in letzter Instanz vor dem Bundesverwaltungsgericht Erfolg. Das BVerwG bemängelte, dass die Biergartenverordnung die Lärmemissionen nicht einschränke und so die Anwohner übermäßig belaste.
Rechtzeitig zur Sommer- und Biergartensaison reagierte die Bayerische Staatsregierung im April 1999 und erließ eine neue Fassung der Bayerischen Biergartenverordnung. Danach wurden traditionelle Biergärten definiert, deren Charakter durch den Ausschank unter Bäumen geprägt ist und in denen Gäste ihre Speisen selbst mitbringen dürfen und nur die Getränke vor Ort erwerben. Für diese traditionellen Biergärten wurden die Sperrstunde auf 23.00 Uhr erweitert und neue Lärmgrenzwerte 5 Dezibel über dem allgemeinen Grenzwert ihrer Umgebung festgesetzt, womit sie Sportstätten gleichgestellt wurden.
Für Biergärten im Stadtgebiet von München, der Stadt, in der die Biergartenrevolution stattgefunden hat und wo es die meisten traditionellen Biergärten gibt, hatte die Biergartenrevolution jedoch in keinem einzigen Fall eine Auswirkung auf die Sperrzeit. Hier galt bereits vor der Biergartenrevolution für die meisten Biergärten eine gesetzliche Sperrstunde von 1.00 Uhr.